# Maardu (stad)
Maardu (Maardu linn) is een stad en gemeente in de Estische provincie Harjumaa. De stad grenst aan de gemeenten Jõelähtme, Tallinn en Viimsi. De gemeente telde 17.017 inwoners op 1 januari 2024 en heeft een oppervlakte van 23,44 vierkante kilometer.
Een deel van Estlands grootste haven voor vrachtvervoer, die van Muuga, ligt op het grondgebied van Maardu. De secundaire weg Tugimaantee 94 verbindt Maardu en Muuga met elkaar. In het zuiden van de stad ligt het Maardumeer (Estisch: Maardu järv) met een oppervlakte van 160 ha.

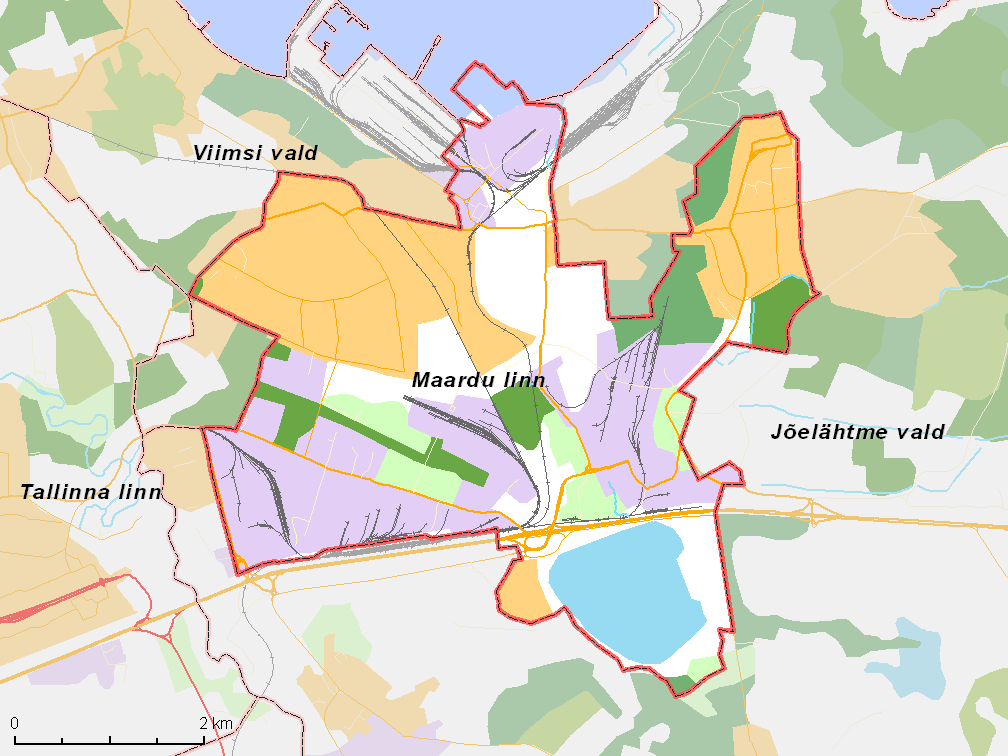
De gemeente met omliggende gemeenten

## Bevolking
De meerderheid van de bevolking is Russischtalig (cijfers van 31 december 2021).
|            | aantal | percentage |
| ---------- | ------ | ---------- |
| Totaal     | 16.170 | 100,0%     |
| Russen     | 10.037 | 62,1%      |
| Esten      | 3.746  | 23,2%      |
| Oekraïners | 957    | 5,9%       |
| Wit-Russen | 563    | 3,3%       |
| Overig     | 867    | 5,4%       |

## Geschiedenis
Het gebied dat nu de stad Maardu is, behoorde sinds 1397 tot het landgoed Maardu. Het kerngebied van het landgoed was het dorp Maardu in de gemeente Jõelähtme, ten zuidoosten van de huidige stad. Op de plaats van de stad lag vroeger het dorp Kroodi, dat in 1876 voor het eerst werd genoemd. 
Bij de stad ligt het Maardumeer, dat via de Kroodibeek afwaterde op de Haven van Muuga aan de 33 meter lager gelegen Finse Golf. In 1893 liet de toenmalige landheer von Brevern de beek kanaliseren, waarbij een dam met keersluis het waterpeil regelde. Een jaar later ontstond bij een openstelling van de sluis echter een vloedgolf die de dam en de bedding beschadigde, waarna het ondiepe meer leegliep en er een drassige vlakte overbleef. Het kanaal werd onbruikbaar en pas in 1939 werd de schade hersteld.
In hetzelfde jaar bouwde het bedrijf Eesti Fosforiidi bij Kroodi een fabriek die fosfor en fosforverbindingen maakte. Kroodi werd omgedoopt in Maardu en begon te groeien. In 1951 kreeg het dorp de status van vlek (Estisch: alevik). In 1961 werd Maardu bij Tallinn gevoegd, maar de plaats kreeg in 1980 wel de status van stad. In 1991 werd Maardu een aparte gemeente.
Maardu maakt bewust een scheiding tussen industriële zones (de zuidwestkant van de gemeente en het havengebied) en het woongebied.

## Foto's

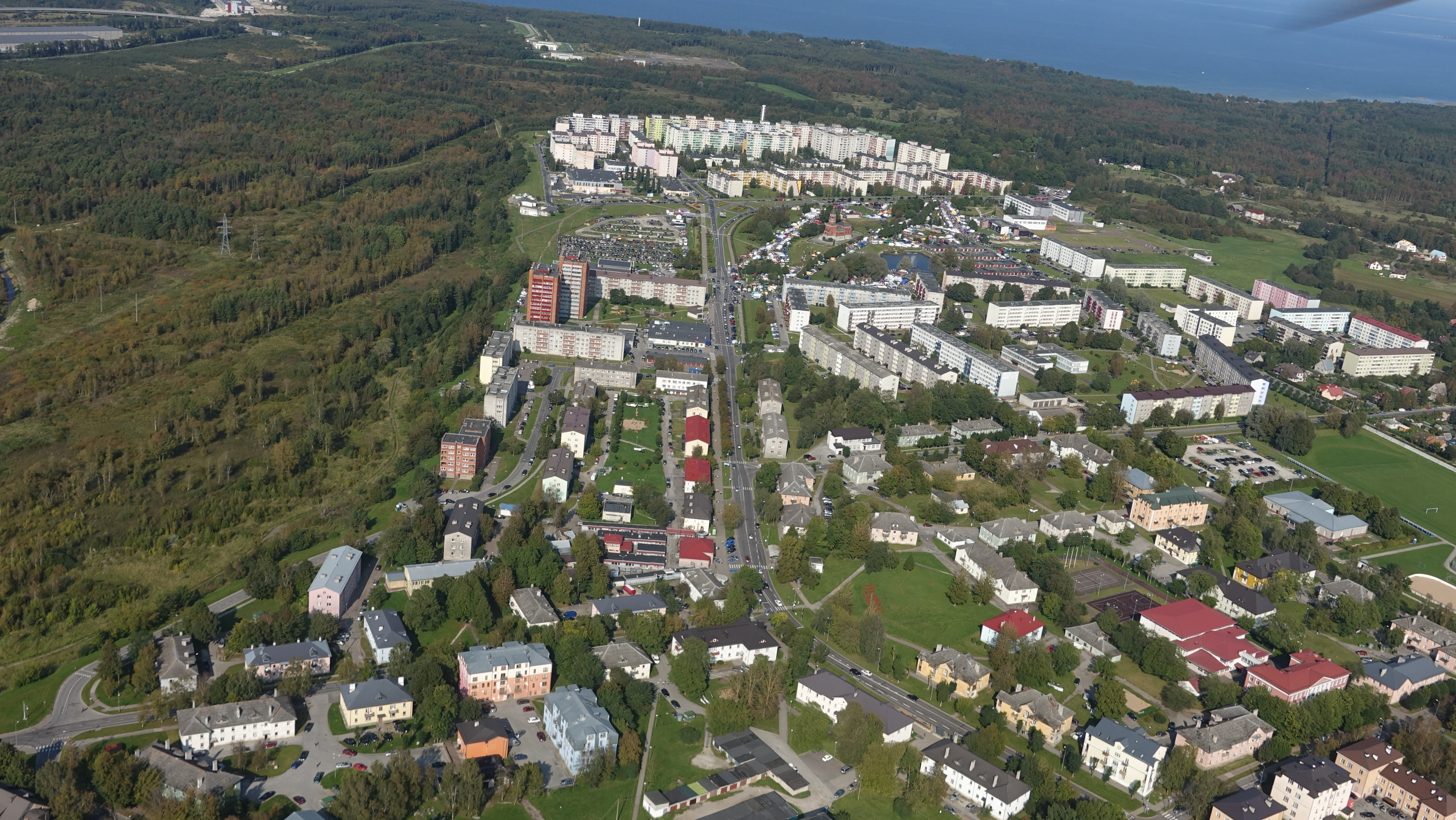
Luchtfoto van Maardu
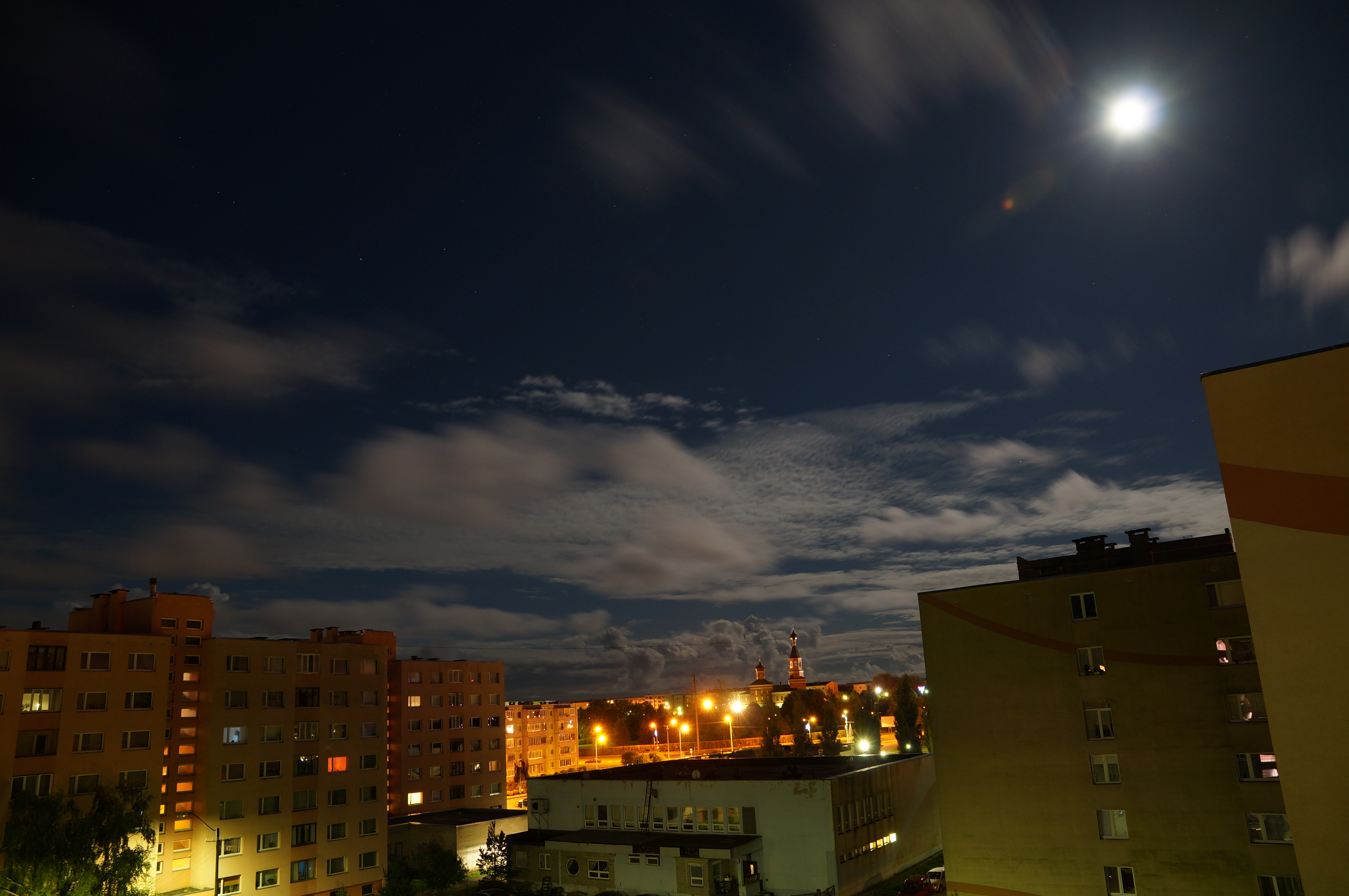
Maardu bij nacht
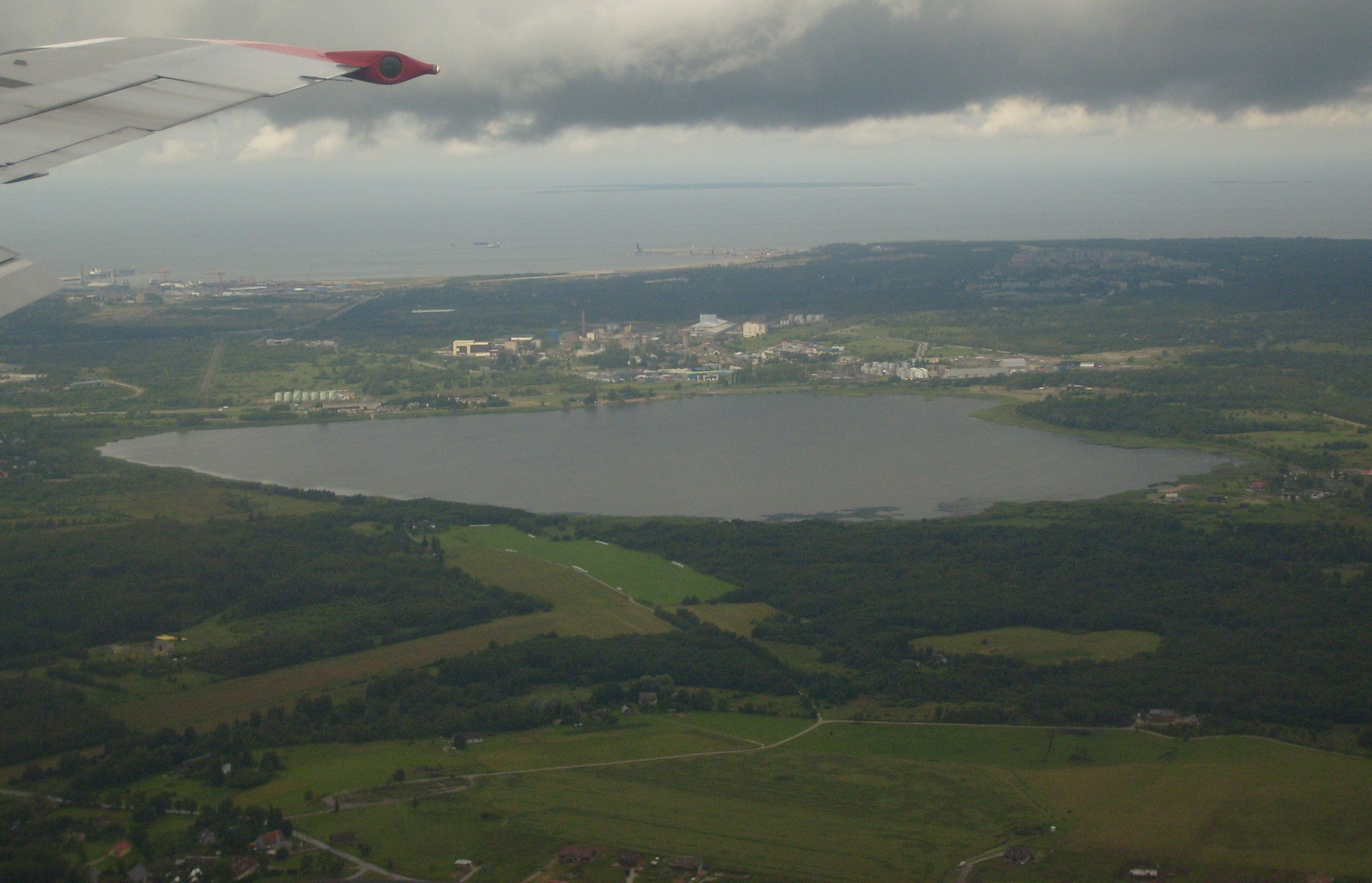
Het Maardumeer
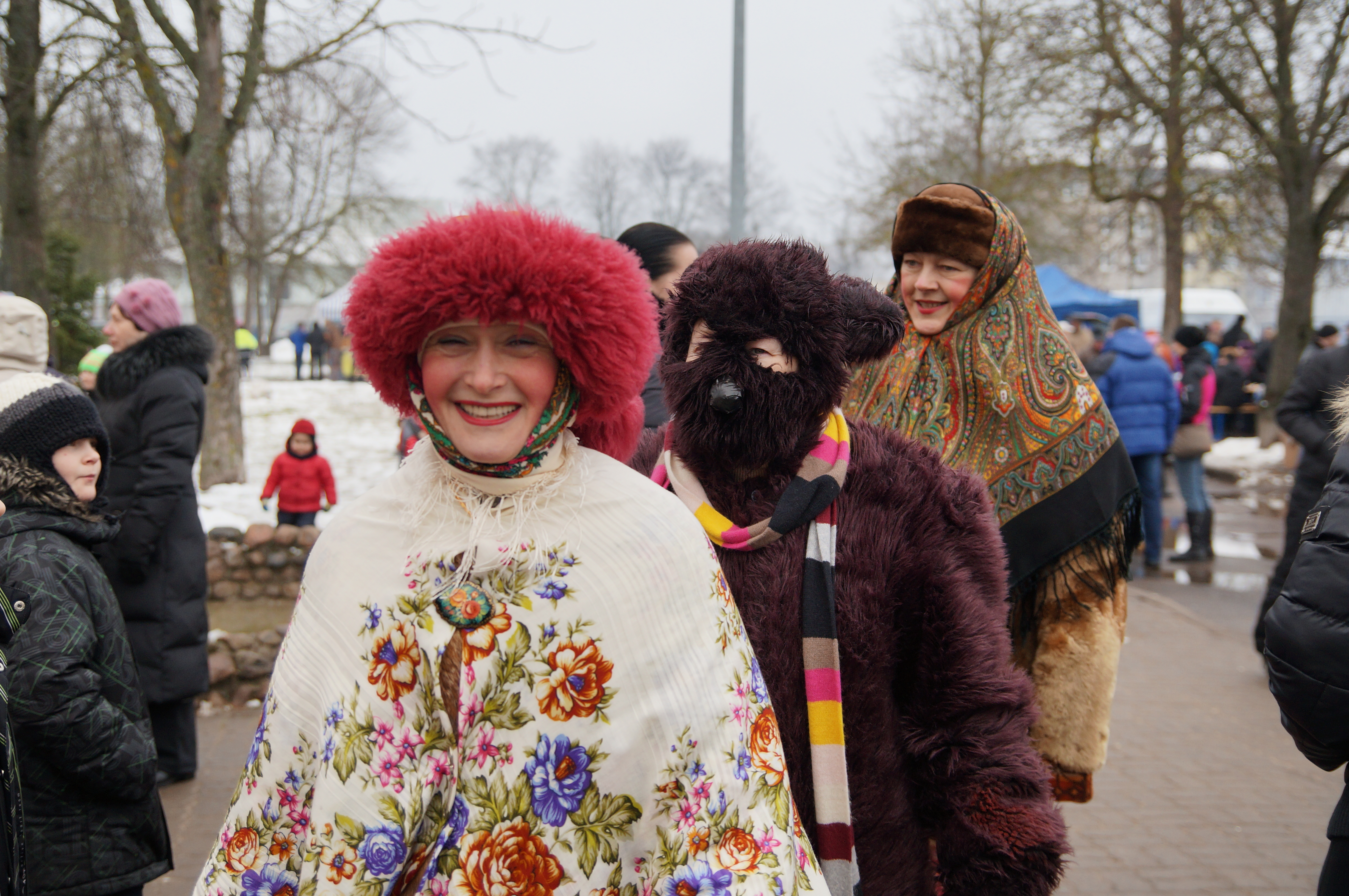
Maslenitsa in Maardu
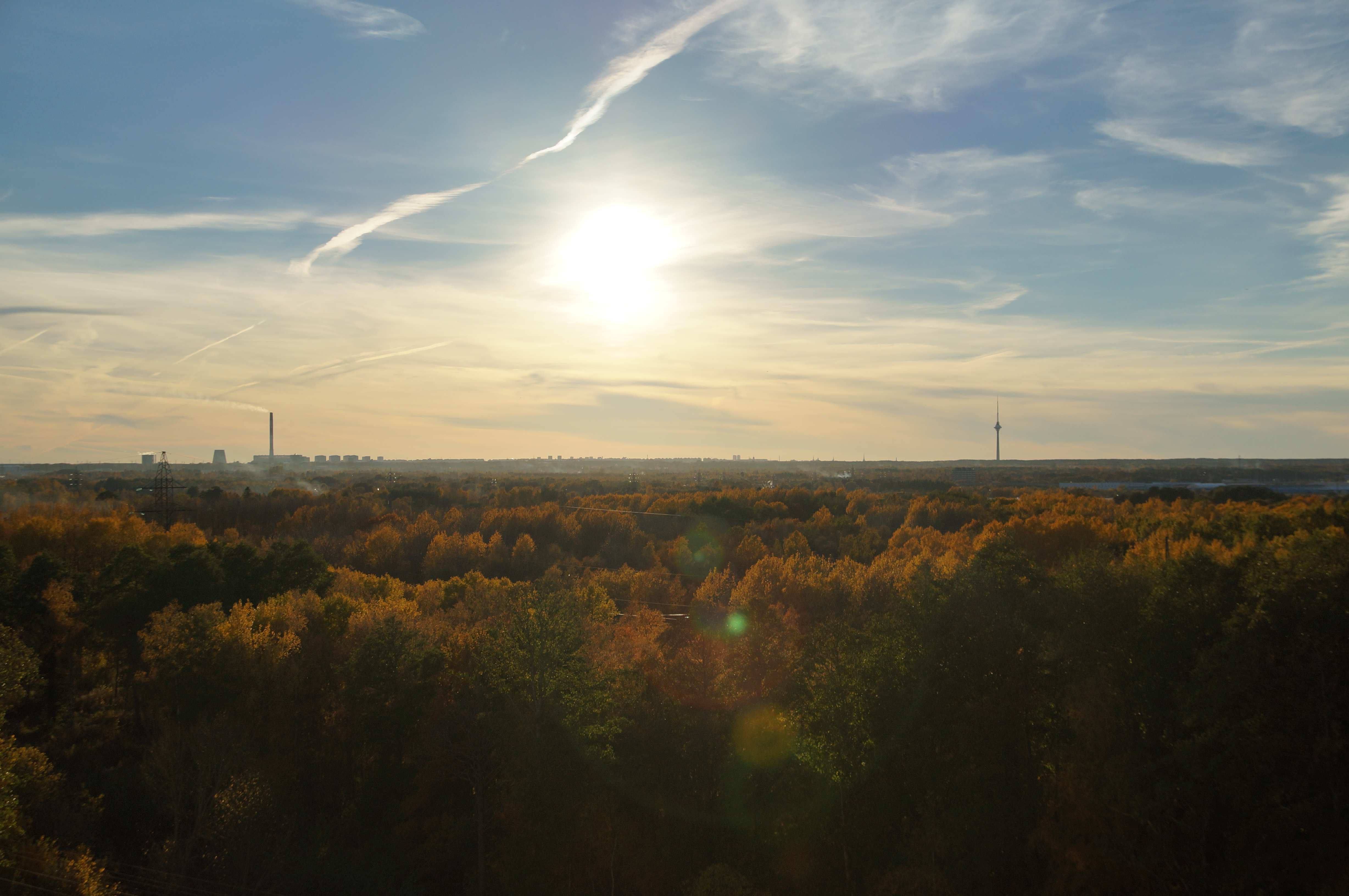
Uitzicht op de haven van Muuga
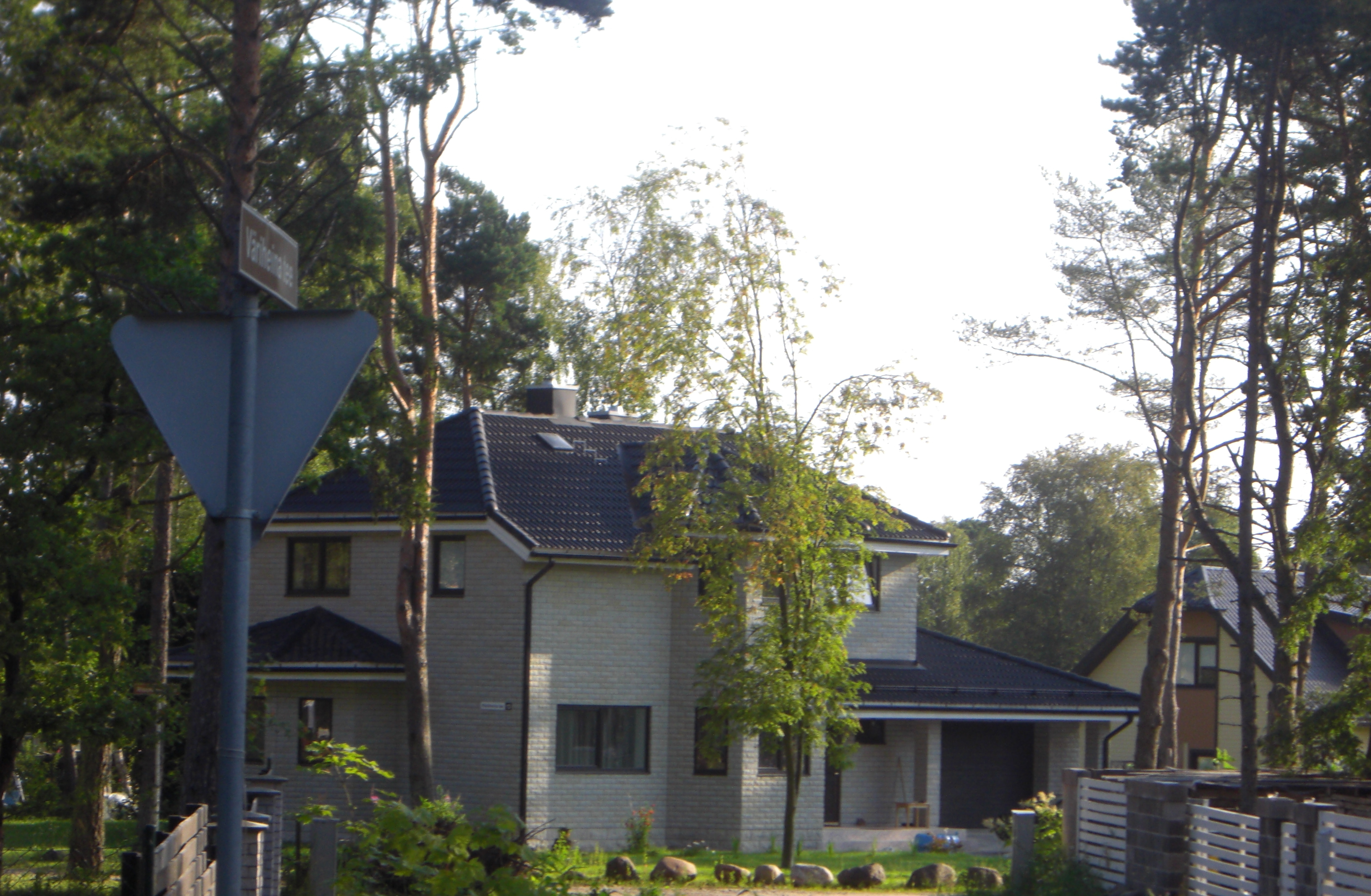
Huizen in Maardu
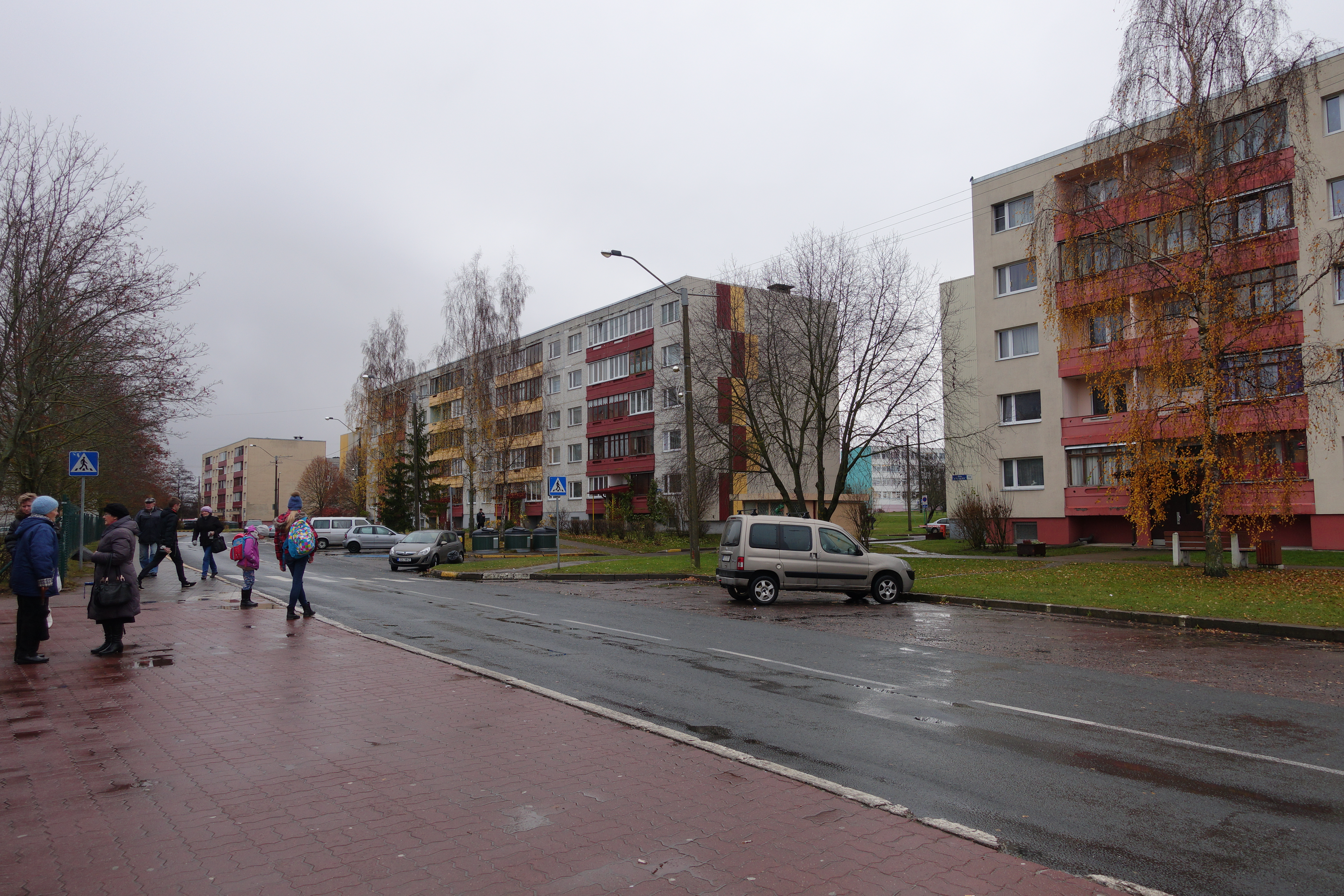
Hoogbouw in Maardu
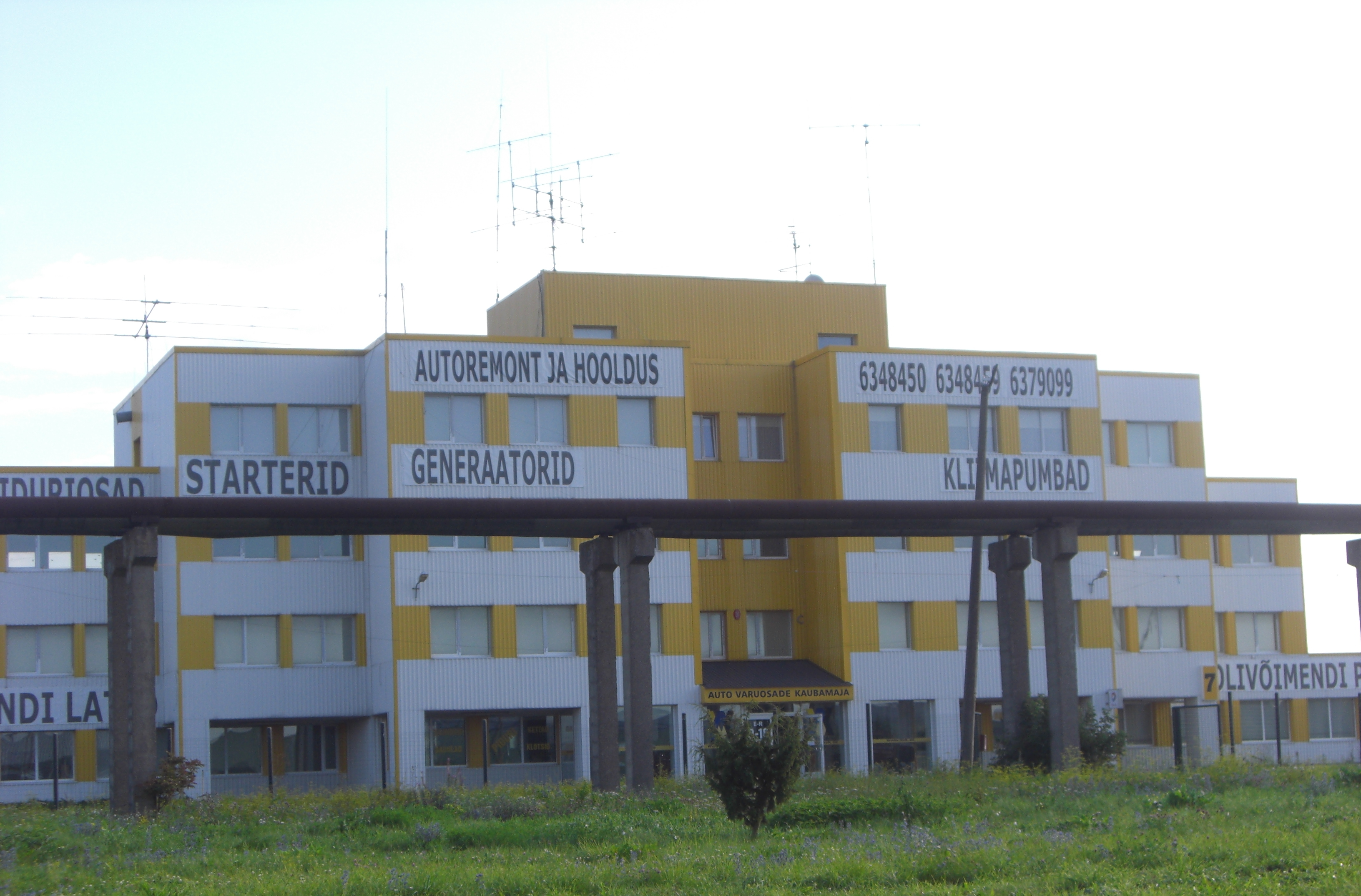
Kantoorpand
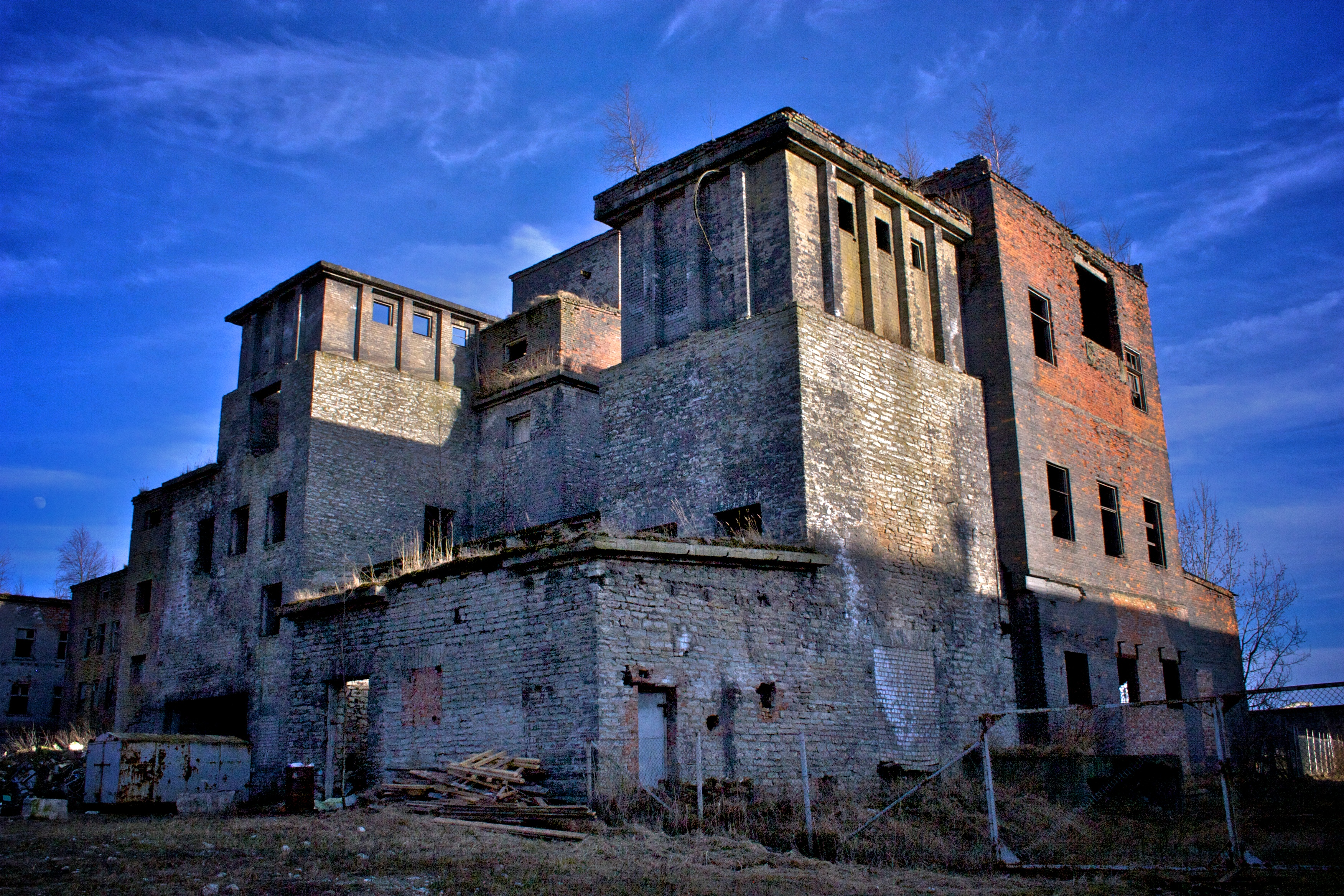
Verlaten fabriek

- MusicBrainz: 5adba1d7-9b7d-4e55-b6c3-a23fc722b0bd
- Virtual International Authority File: 237074668

Stadsgemeenten: Keila · Loksa · Maardu · Tallinn

Landgemeenten: Anija · Harku · Jõelähtme · Kiili · Kose · Kuusalu · Lääne-Harju · Raasiku · Rae · Saku · Saue vald · Viimsi